# Closing Time
Closing Time är musikern Tom Waits debutalbum, utgivet 1973. Albumet var ingen succé när det släpptes men har i och med Tom Waits ökande kultstatus blivit något av en klassiker.

## Låtlista
Låtarna skrivna av Tom Waits.
1. "Ol' '55" - 3:58
2. "I Hope That I Don't Fall in Love With You" - 3:54
3. "Virginia Avenue" - 3:10
4. "Old Shoes (& Picture Postcards)" - 3:40
5. "Midnight Lullaby" - 3:26
6. "Martha" - 4:30
7. "Rosie" - 4:03
8. "Lonely" - 3:12
9. "Ice Cream Man" - 3:05
10. "Little Trip to Heaven (On the Wings of Your Love)" - 3:38
11. "Grapefruit Moon" - 4:50
12. "Closing Time" - 4:20

## Medverkande
- Tom Waits - sång, gitarr, piano, celesta
- Delbert Bennett - trumpet
- Shep Cooke - sång, gitarr
- Arni Egilsson - bas
- Jesse Ehrlich - cello
- Peter Klimes - gitarr
- Bill Plummer - bas
- John Seiter - trummor, sång
- Tony Terran - trumpet